# Winobluszcz zaroślowy
Winobluszcz zaroślowy (Parthenocissus inserta) – gatunek pnącza z rodziny winoroślowatych. W stanie naturalnym występuje w Ameryce Północnej od południowych stanów USA po prowincje Ontario i Quebec w Kanadzie. Poza tym jest szeroko rozpowszechniony w uprawie i w wielu miejscach naturalizowany. Do Europy sprowadzony w 1629 roku; w Polsce pojawił się w 1806.

## Morfologia
PokrójWysokie pnącze samoczepne o młodych pędach zielonych (podobny gatunek – winobluszcz pięciolistkowy – ma młode pędy zaczerwienione). Z węzłów wyrastają wąsy z 3 do 5 rozgałęzieniami owijającymi się wokół podpór i zazwyczaj pozbawionymi przylg (także cecha odróżniająca od winobluszczu pięciolistkowego).
LiściePięciolistkowe, z obu stron zielone i błyszczące.
KwiatyDrobne i niepozorne.
Podobne gatunkiBywa często mylony z winobluszczem pięciolistkowym, zwłaszcza mieszańce są kłopotliwe do rozpoznania.

## Zastosowanie
Roślina uprawnaWinobluszcz zaroślowy jest często uprawiany, przy czym w odróżnieniu od winobluszczu pięciolistkowego, zalecany jest bardziej do sadzenia przy konstrukcjach ażurowych (np. siatkach) niż przy murach.